# Doris Birkhofer
 (janvier 2025).
Si vous disposez d'ouvrages ou d'articles de référence ou si vous connaissez des sites web de qualité traitant du thème abordé ici, merci de compléter l'article en donnant les références utiles à sa vérifiabilité et en les liant à la section « Notes et références ».
 (janvier 2025).
Doris Birkhofer née le 25 novembre 1973 à Schwandorf en Bavière (Allemagne), est une cheffe d’entreprise franco-allemande. Depuis le 1er octobre 2021, elle est présidente de Siemens France et directrice générale de Siemens Smart Infrastructure.

## Biographie

### Enfance et études
Doris Birkhofer est née le 25 novembre 1973 à Schwandorf, en Bavière (Allemagne). Elle est titulaire d’un double diplôme franco-allemand en commerce européen, obtenu en 1997 à l’ESB Business School de Reutlingen (Allemagne) et à la NEOMA Business School, de Reims (France). En 2008, elle s’installe en France où elle obtient la nationalité française en 2019.

### Carrière professionnelle
Depuis plus de 25 ans, Doris Birkhofer a bâti une carrière dans l’industrie et dans des sociétés de haute technologie,. 
En 1997, Doris Birkhofer intègre Siemens Management Consulting (SMC) à Munich en tant que consultante interne. En 2001, elle s’expatrie à New York pour développer les activités de SMC aux États-Unis. 
En 2004, Doris Birkhofer rejoint le département chargé de la stratégie du groupe Siemens. Avec son équipe, elle accompagne des entités régionales de l'Asie du Sud-Est au Moyen-Orient, en passant par l'Afrique du Sud et la Russie, dans l'analyse de leurs marchés et l'élaboration de plans de croissance.
En 2006, elle prend la direction de l’activité « Identity and Access Management » de Siemens (aujourd’hui faisant partie du groupe « Atos »), qui développe des solutions numériques pour la gestion des identités et le contrôle d’accès au sein de grandes structures ou d’établissements critiques.
En 2009, Doris Birkhofer rejoint le groupe Saint-Gobain à Paris. Après avoir été responsable pour le developpement des plans stratégiques de la division « Conditionnement » (aujourd’hui, le groupe indépendant « Verallia »), elle prend la direction de la filiale chargée de la construction des machines pour la fabrication de contenants en verre du pôle Conditionnement.
En 2014, elle rejoint l’américain Alcoa (production d’aluminium) et gère le pilotage des projets d’acquisition et de croissance en Europe.
En 2016, Doris Birkhofer est nommée Présidente d’Arconic France (spin-off d’Alcoa).
En 2018, elle réintègre le groupe Siemens et est nommée directrice générale de la région Europe de l'Ouest de la division Building Technologies.
En 2019, elle est nommée directrice générale de la nouvelle entité Smart Infrastructure de Siemens pour la France, la Belgique et le Maghreb. Deux ans après, le 1er octobre 2021, Doris Birkhofer est nommée,, Présidente de Siemens France chargée de la région France, Belgique, Luxembourg et Maghreb. Elle conserve ses responsabilités opérationnelles chez Siemens Smart Infrastructure. Doris Birkhofer devient ainsi la première femme à diriger Siemens en France. Elle prend également la Présidence de la Fondation Siemens France. 

### Autres mandats
Depuis 2017, Doris Birkhofer est membre du Conseil de Surveillance de la banque franco-allemande Oddo BHF.
Depuis 2021, elle siège au conseil d’administration et au bureau du GIMELEC, le groupement des entreprises de la filière électro-numérique en France.
Depuis 2023, elle est Vice-présidente de la Chambre franco-allemande de Commerce et d'industrie (CFACI - AHK)
En 2024, elle est nommée membre du conseil stratégique de l’entreprise multinationale Dekra e.V.,  et membre du comité exécutif de l’association Femmes@Numériques ainsi que membre de l’International Advisory Board de la NEOMA Business School.

### Engagements et activités
De 2017 à 2018, elle est membre du conseil d’administration de la French American Chamber of Commerce (AmCham).
Actuellement, elle est membre active du cercle des présidents d’entreprises à capitaux étrangers en France (DZA).
Doris Birkhofer s'engage pour la féminisation,, des métiers scientifiques et industriels, pour l'égalité des chances et le renforcement de la coopération franco-allemande. Pour ce faire, elle s’engage pour différentes associations et collectifs tels que Elles bougent, Femmes ingénieurs ou Collectif IndustriElles. Elle soutient également des actions comme Nos Quartiers ont du Talent, Les Jeunes d'Avenir et Génération Europe.

## Vie privée
Elle est mariée et a deux enfants.

## Distinctions

Chevalière de la Légion d’honneur en 2023